# Dieter Heinlein

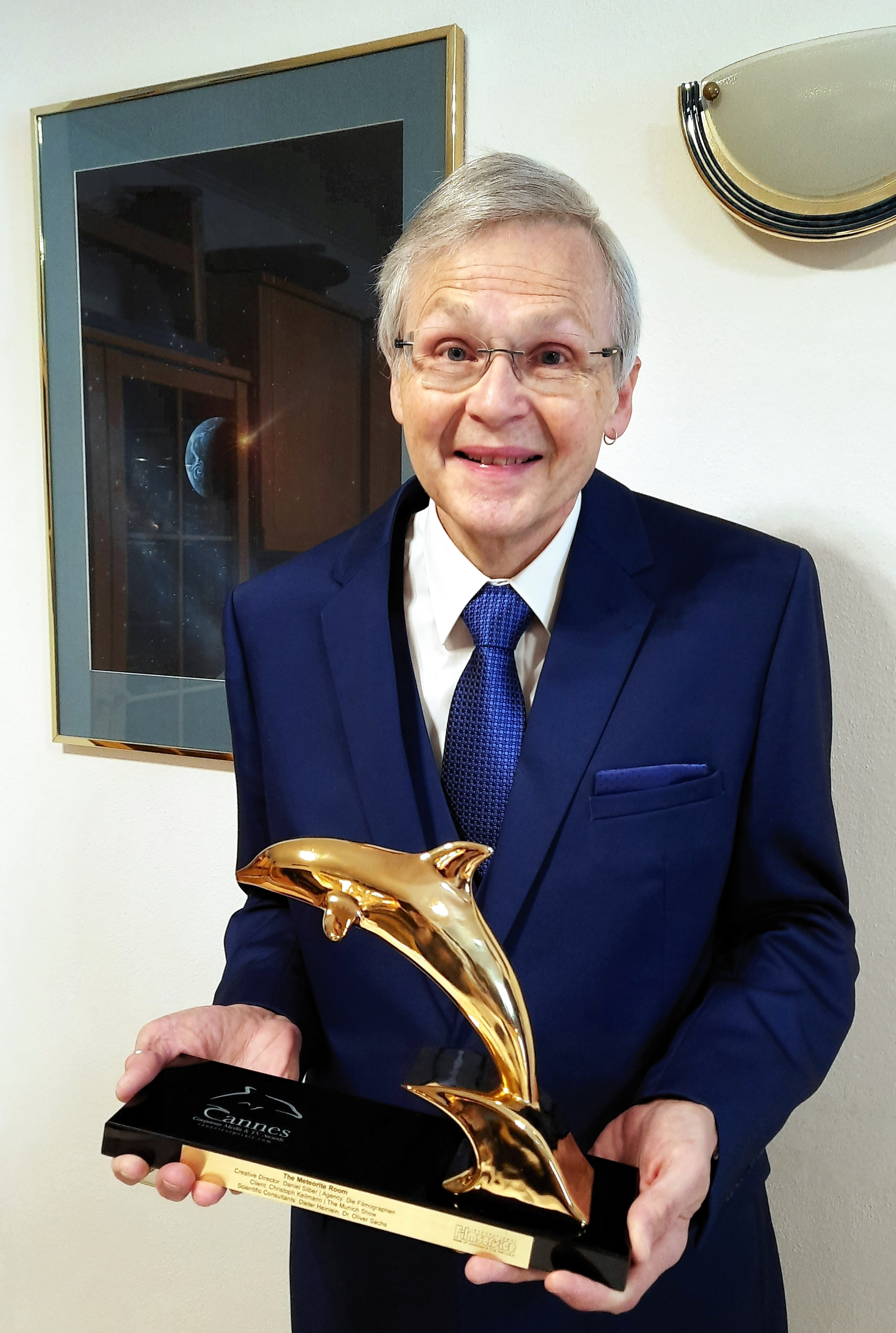
Dieter Heinlein mit dem Gold Dolphin des Cannes Corporate Media & TV Award, 2020, für die wissenschaftliche Beratung zum Wirtschaftsfilm „Der Meteoriten Raum“

Dieter Heinlein (* 1956) ist ein deutscher Physiker und Astronom.

## Leben

### Ausbildung und Privatleben
Heinlein studierte Physik und Astronomie an der Friedrich-Alexander-Universität Erlangen-Nürnberg sowie an deren Außenstelle in Bamberg, der Dr.-Remeis-Sternwarte, und machte seinen Abschluss als Diplom-Physiker.
Er lebt mit seiner Ehefrau Gabriele in Augsburg.

### Wissenschaftliches Wirken
Nach dem Studium war er zunächst am Institut für Theoretische Physik seiner Alma Mater angestellt, machte sich dann selbstständig und arbeitete später unter anderem am Max-Planck-Institut für Kernphysik in Heidelberg.
Im Jahr 1989 übernahm er die Direktion des westeuropäischen Teils des „European All Sky Meteor Camera Network“ und kooperierte dabei mit tschechoslowakischen Wissenschaftlern, die den östlichen Teil verwalteten. Seit 1995 fungiert er am Institut für Planetenforschung des Deutschen Zentrums für Luft- und Raumfahrt als technischer Leiter und Koordinator des „Feuerkugelnetzes“.
Er ist in seiner freiberuflichen Arbeit auch als Gutachter bezüglich einzelner Meteoritenfälle tätig.

## Auszeichnungen
- 1996: Ein im April 1985 von Edward L. G. Bowell entdeckter Asteroid wurde auf Vorschlag von Hugo Fechtig (6371) Heinlein genannt.[4][3]